# Leque aluvial

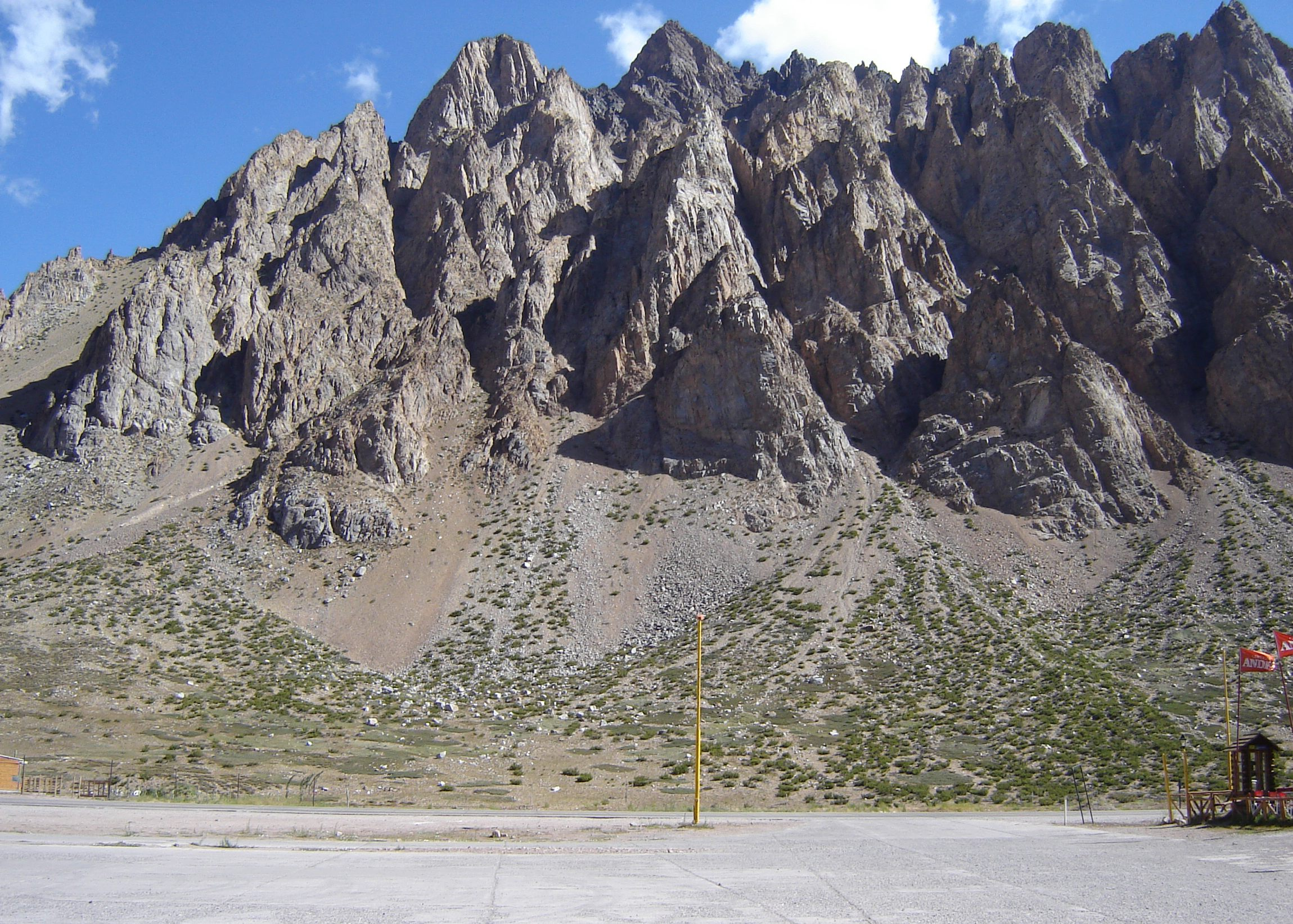
Conjunto de leques aluviais em via de se anastomosarem. Os leques estão se formando no encontro dos talveques desta região com a planície aluvionar do rio Mendoza, Argentina.

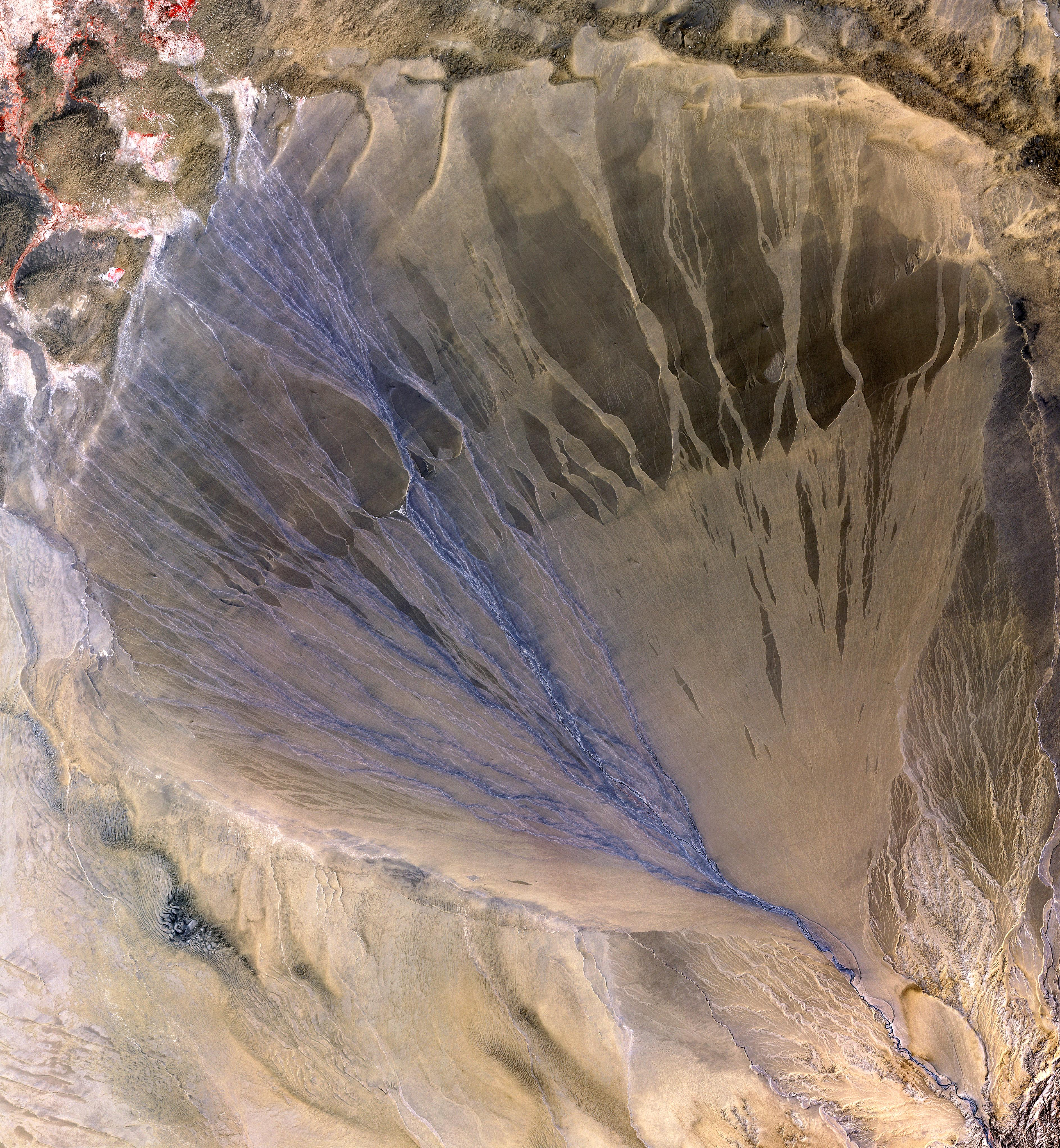
Cone aluvial formado entre as montanhas de Kunlun e Altun na China.

Leque aluvial, cone aluvial ou cone de dejeção é um depósito de material detrítico, mal selecionado e pouco trabalhado, que se forma no sopé das montanhas onde os talvegues dos vales encontram uma área plana, quase sempre coincidente com uma planície aluvionar ou uma área lacustre.

Estes depósitos recebem esse nome devido à forma que assumem, com os sedimentos se espraiando a partir da desembocadura do talvegue. 

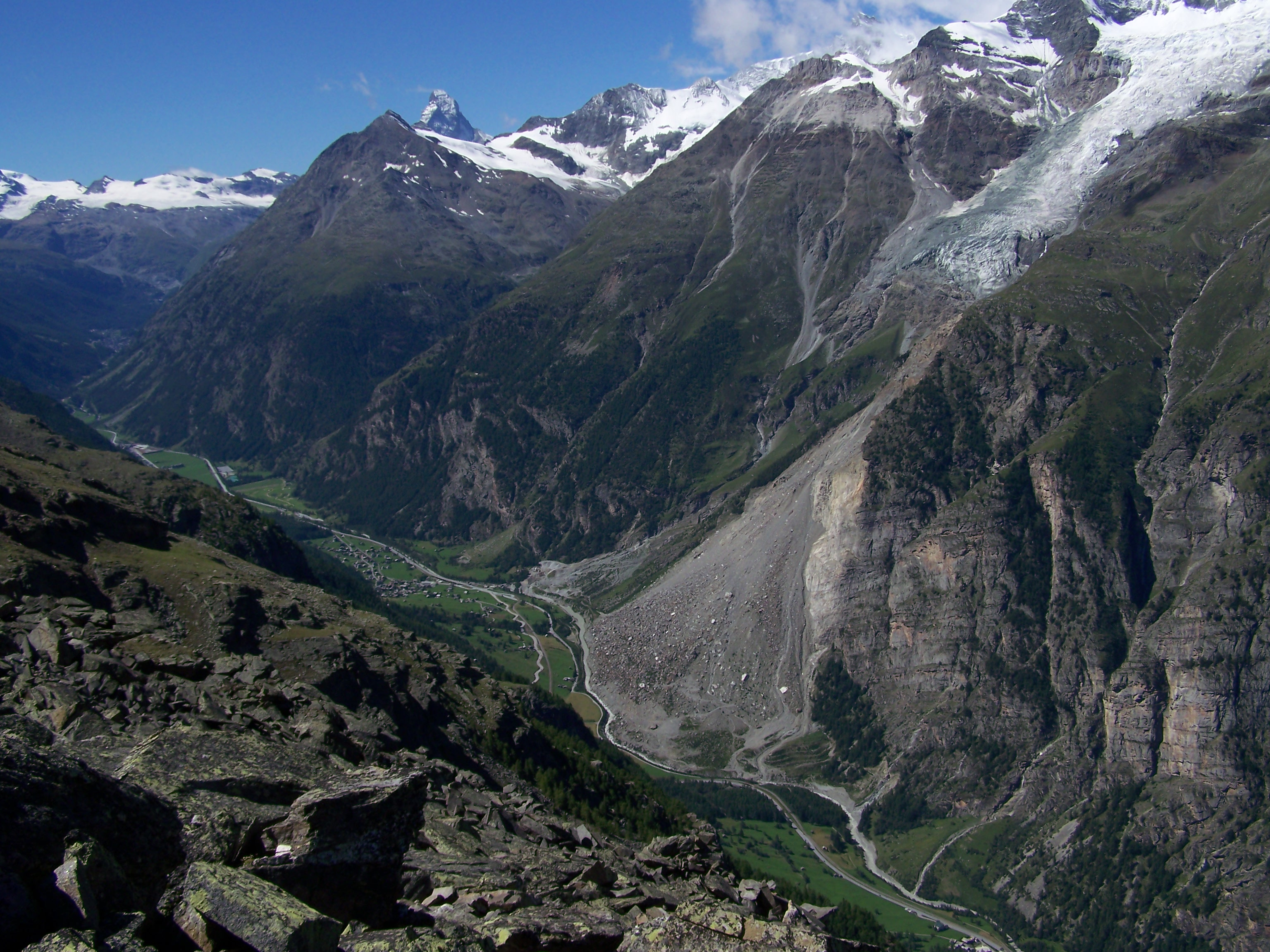
Leque aluvial em Mattertal, um vale nos Alpes, Suíça.

Refletem o fato de que as correntes aluviais, formadas durante as chuvas e que descem pelas vertentes das montanhas, perdem rapidamente sua energia ao desembocar numa área plana, permitindo que sedimentos de diversas granulometrias se depositem simultaneamente.
Com o passar do tempo diversos leques aluviais podem se unir lateralmente, elevando o nível do sopé das montanhas na área e produzindo um depósito de leques aluviais anastomosados encobertos por depósitos mais recentes.
Quando estes depósitos são pouco ou nada estratificados, recebem o nome de talus.